# Pedro Dimas
Pedro Dimas   (1934 - gener 2021) és un violinista, guitarrista, compositor i conservacionista mexicà de la música tradicional purépetxa, una cultura indígena en l'estat mexicà de Michoacán.

## Vida i carrera
Dimas va néixer al poble d'Ichupio, Michoacán, prop de la ciutat de Tzintzuntzan, en una família musical, i va rebre només dos anys d'educació formal. En la seva adolescència, però, Dimas va aprendre a tocar la mandolina i el violí, inicialment per a proporcionar música per a espectacles de dansa folklòrica.
El 1952, Dimas va començar a tocar amb un grup de Santa Fe de la Laguna. El nom reflecteix els pobles cooperatius indígenes utòpics o "hospitals" creats pel bisbe Quiroga en la zona de Michoacán al final del segle XV. Més tard, va començar a tocar amb un mariatxi a Tzintzuntzan, i en va aprendre molts estils. Quan el grup va ser a la Ciutat de Mèxic, Dimas es va quedar enrere per a criar i pescar.
Ja adult, Dimas va compondre i coreografiar el ball popular "Dansa dels Tumbis", que representa la vida d'un pescador en el llac Pátzcuaro.
Dimas actua actualment amb la seva banda Mirando el Lago per tot Mèxic i els Estats Units.

## Preservació de la cultura purépetxa
La llengua purépetxa encara era parlada per menys de 100.000 persones a finals del segle xx, principalment en petits llogarets rurals. Però mentre el llenguatge prosperava, la música tradicional del purépetxa estava amenaçada per la popularitat d'altres estils. Dimas veu la seva composició de noves cançons en el gènere tradicional com "una forma de rescat".